# Hartz Mountains nationalpark
Hartz Mountains nationalpark är en 71,4 km² stor nationalpark i Tasmanien i Australien. Den inrättades 1939 och är sedan 1989 en del av världsarvet Tasmaniens vildmark.

## Fauna
De flesta djuren i parken är aktiva nattetid, men kortnäbbat myrpiggsvin och näbbdjur kan ibland observeras dagtid. Kvällstid syns ofta rödhalsad vallaby, Thylogale billardierii och pungrävar.
Flera grodarter kan höras i parken, som Crinia nimbus, vilken var okänd innan den upptäcktes i parken 1992.
En mängd fågelarter kan observeras beroende på säsong, några av de vanligare är östlig sylnäbb, grön rosella och tasmankorp.

## Flora
Vegetationen varierar från eukalyptusskogar via blandskogar som domineras av tasmansk väneukalyptus (Eucalyptus obliqua) till regnskogar med Nothofagus cunninghamii, svart sassafras (Atherosperma moschatum), Eucryphia lucida och Anopterus glandulosus.